# Шаповалов, Георгий Иванович
Гео́ргий Ива́нович Шапова́лов (род. 27 июня 1945) — украинский историк и археолог, профессор, доктор исторических наук. Директор Запорожского областного краеведческого музея (1976—1996, 1998—2015).

## Биография
Родился 27 июня 1945 года в селе Гуровцы Козятинского района Винницкой области в семье служащего. В том же году семья переехала в город Запорожье. Учился сначала в средней школе № 84, а затем в СШ № 15. Учителя Л. Ф. Анохина, В. С. Флоренская, М. Ф. Голуб и другие сформировали в нём интерес к истории Запорожья, острова Хортица. Во время обучения в школе увлёкся коллекционированием монет, марок, начал собирать собственную библиотеку. В старших классах заинтересовался борьбой и подводным спортом.
В 1963 году окончил школу и курсы подводных пловцов при областной морской школе ДОСААФ. По окончании школы становится слесарем Запорожского электровозоремонтного завода. Во время работы на заводе активно участвует в молодёжном движении: занимается туризмом, борьбой, подводным спортом в клубе аквалангистов «Скиф». Летом 1964 г. становится участником экспедиции этого клуба на Чёрное море.
В 1964—1967 годах проходил военную службу в Вооруженных Силах СССР.
Демобилизовавшись, возвращается в Запорожье, где становится одним из активнейших членов акваклуба «Скиф» и осенью 1967 года организует вместе с единомышленниками поиски древностей на Днепре возле Хортицы.
В 1968—1971 годах работал в Запорожском областном доме технической информации и Запорожском техникуме электронных приборов. В техникуме создал группу любителей подводного спорта, члены которого принимали активное участие в подводных экспедициях на Днепре и Чёрном море.
В 1969—1975 годах учился на историческом факультете Днепропетровского государственного университета. Во время учёбы окончательно формируется круг его научных интересов — развитие подводной археологии на Днепре с целью исследования древнего судоходства Украины.
В 1970 г. печатает программную статью «За днепровскими тайнами», в которой изложил концепцию организации постоянной экспедиции — с целью выяснения состояния подводных археологических памятников на Днепре возле острова Хортица, их охраны и исследования. При активном участии Шаповалова такая экспедиция была создана и успешно действует до сих пор.
В 1972 году, по приглашению дирекции Государственного историко-культурного заповедника запорожского казачества на о. Хортица, становится старшим научным сотрудником заповедника. Принимая непосредственное участие в создании музейных коллекций, изучая и пропагандируя древности Хортицы, он в 1973 г. становится заведующим отдела фондов и реставрации заповедника. Тогда же выступил инициатором создания на острове Музея древнего судоходства на Днепре.
В 1974 году перешел работать в Запорожский областной краеведческий музей, с февраля 1976 года — директор музея. Работая рядом с такими опытными музейщиками как С. Г. Перовская, В. В. Гуща, Г. И. Пугина, Т. Ф. Мощиц, Л. А. Галактионова, М. М. Ширяева прошел школу краеведения и сформировался как специалист музейно-краеведческого дела. В эти годы укрепляются его дружеские отношения с такими личностями как А. В. Бодянский, В. Г. Фоменко, Ф. Г. Шевченко, В. И. Бидзиля, что оказало большое влияние на становление Г. И. Шаповалова как ученого.
За его почти 40-летнее руководство областным краеведческим музеем здесь произошли значительные изменения: получено и капитально отремонтировано новое помещение, собраны многочисленные новые коллекции, на современном научном и художественном уровне созданы экспозиции залов природы, археологии, истории Запорожского края. При непосредственном участии Георгия Ивановича и его коллег созданы государственные краеведческие музеи в Пологах, Каменке-Днепровской, Токмаке, Гуляйполе, Приморске, Васильевке, много музеев на общественных началах. В Запорожском обществе охраны памятников истории и культуры много лет возглавлял археологическую секцию и является активным его членом. Благодаря его настойчивости была создана заповедная территория «Старый Александровск», а также взяты под охрану государства в качестве комплексного памятника истории и археологии реку Днепр на всей территории области.
В 1990 г. им разработана научная концепция международного проекта «Древний водный путь „Из Варяг в Греки“ — путь диалога, мира и взаимопонимания для Европы». Шаповалов является одним из основателей в 1997 г. Запорожского научного общества имени Я. Новицкого и его действительным членом.
В 1996 г. Шаповалов Г. И. по конкурсу был избран начальником управления культуры Запорожской областной государственной администрации.
В конце 1998 г. он возвращается на должность директора Запорожского государственного областного краеведческого музея.

## Научная и преподавательская деятельность
С 1976 года преподает в Запорожском государственном университете и Запорожском национальном техническом университете. Он участвует в организации всех археологических и исторических конференций и семинаров, которые проходят в Запорожье.
В 1984 г. окончил аспирантуру при Днепропетровском государственном университете и защитил кандидатскую диссертацию.
В 2001 г. решением специализированного учёного совета Днепропетровского национального университета на основании публичной защиты диссертации «Судоходство в духовной жизни населения Украины (с древнейших времен до конца XIX века.)» ему присуждена учёная степень доктора исторических наук по специальности «История Украины». Научным консультантом диссертации выступила доктор исторических наук, профессор ДНУ Ирина Фёдоровна Ковалёва.
С 2003 г. — профессор кафедры украиноведения Запорожского национального технического университета.
Автор более 200 научных трудов, многих журнальных и газетных публикаций по древней истории края, развития судоходства на Днепре. Исследуя много лет древнюю историю судоходства на территории Украины, в последнее время сосредоточился на такой её проблеме, как влияние судоходства на духовную культуру древнего населения Украины. Результатом этого стало издание трудов «Происхождение украинского тризуба, или как соединились якорь и крест», «Знак Рюриковичей не трезубец, а якорь-крест» и других. Весомым научным итогом разработки этой темы стало издание Шаповаловым монографий: «Корабли веры: Судоходство в духовной жизни древней Украины» (1997) и «Судоходство в духовности древней Украины» (2001).
Шаповалов Г. И. является основателем и постоянным членом редакционной коллегии ежегодника «Древности степного Причерноморья и Крыма», который с 1991 г. издается музеем совместно с историческим факультетом Запорожского национального университета. С 2001 года — ответственный редактор научно-теоретического ежегодника «Музейный вестник», который издается управлением культуры облгосадминистрации и краеведческим музеем.

## Награды и почётные звания
- В 1995 г. Шаповалов первым в области был отмечен премией имени Я. П. Новицкого областного отделения Фонда культуры Украины, за личный вклад в развитие музейного дела и за пропаганду творческих находок музея в области краеведения, этнографии, народного творчества и археологии Запорожского края.
- По итогам работы музеев в 2003 г. (год культуры на Украине), Запорожский областной краеведческий музей признан одним из лучших в государстве, а Г. И. Шаповалов соответственно награждён дипломом Министерства культуры и искусств Украины как «лучший директор музея областного подчинения».
- В 2004 г. он стал первым лауреатом премии областной государственной администрации за достижения в развитии культуры Запорожского края в номинации «За достижения в развитии музейного дела».
- Благодарность Кабинета министров Украины (2004).
- «Почётный знак» Министерства культуры и искусств Украины (2005).

## Основные работы
- Бєлов О. Ф., Шаповалов Г. І. Український тризуб: історія дослідження та історичний реконструкт. — Запоріжжя: Дике Поле, 2008. — 264 с.
- Шаповалов Г. І. Судноплавство у духовності давньої України. — Київ-Запоріжжя: Дике поле, 2001.
- Шаповалов Г. И. Подводные исследования судов X-XI и XIV-XV вв. у острова Хортица // Древности степного Причерноморья и Крыма. — Запорожье, 1991. — Т. II. — С. 174—179.
- Шаповалов Г. И. Вотивные якоря из Черного моря // Советская археология. — Институт археологии АН СССР, 1990. — Вып. 43. — С. 259—260.
- Шаповалов Г. І. Якiр V-VII ст. з Днiпра бiля острова Хортиця (укр.) // Археологiя. — Інститут археології НАН України, 1990. — Вип. 1. — С. 204—210.